# Pteromalus
Genre
Pteromalus est un genre d'hyménoptères parasitoïdes de la famille des Pteromalidae. Ces guêpes parasitent des pupes de lépidoptères.

## Liste des espèces
Selon BioLib (27 mai 2021) :
- Pteromalus aartseni (Gijswijt, 1972)
- Pteromalus aberrans Förster, 1841
- Pteromalus abieticola Ratzeburg, 1848
- Pteromalus achillei Janzon, 1984
- Pteromalus acicularis Förster, 1841
- Pteromalus actinopterae (Hedqvist, 1977)
- Pteromalus acuminatus Förster, 1841
- Pteromalus aeneus Fonscolombe, 1832
- Pteromalus aequus Förster, 1841
- Pteromalus aerosus Förster, 1841
- Pteromalus aeson Walker, 1848
- Pteromalus agilis Förster, 1841
- Pteromalus albescens Ratzeburg, 1844
- Pteromalus albipennis (Walker, 1835)
- Pteromalus almeriensis Gijswijt, 1999
- Pteromalus alternans Förster, 1841
- Pteromalus alternipes Walker, 1872
- Pteromalus altus (Walker, 1834)
- Pteromalus amabilis Walker, 1836
- Pteromalus amage (Walker, 1849)
- Pteromalus ambiguus Förster, 1841
- Pteromalus amerinae Swederus, 1795
- Pteromalus ametrus Graham, 1981
- Pteromalus amyntor Walker, 1846
- Pteromalus anaxis Walker, 1849
- Pteromalus angustus Förster, 1841
- Pteromalus annae Janzon, 1984
- Pteromalus anomalipes Förster, 1841
- Pteromalus antheraecola Amerling & Kirchner, 1860
- Pteromalus apicalis Nees, 1834
- Pteromalus apionis (Goureau, 1847)
- Pteromalus apum (Retzius, 1783)
- Pteromalus arborivagus Förster, 1841
- Pteromalus arnicae Janzon, 1984
- Pteromalus atomos Fonscolombe, 1832
- Pteromalus atramentarius Förster, 1841
- Pteromalus aurantiacus Ratzeburg, 1852
- Pteromalus auratus Swederus, 1795
- Pteromalus aureolus (Thomson, 1878)
- Pteromalus aurifacies Förster, 1841
- Pteromalus aurinitens Förster, 1841
- Pteromalus australiensis (Girault, 1933)
- Pteromalus barycerus Förster, 1841
- Pteromalus baton Walker, 1839
- Pteromalus bedeguaris (Thomson, 1878)
- Pteromalus berylli Walker, 1835
- Pteromalus bienna Walker, 1848
- Pteromalus bifoveolatus Foerster, 1861
- Pteromalus blandus Förster, 1841
- Pteromalus bottnicus Vikberg, 1979
- Pteromalus brachygaster (Graham, 1969)
- Pteromalus breviscapus Förster, 1841
- Pteromalus brunnicans Ratzeburg, 1848
- Pteromalus bryce Walker, 1842
- Pteromalus canariensis (Janzon, 1977)
- Pteromalus capreae (Linnaeus, 1761)
- Pteromalus cardui (Erdös, 1953)
- Pteromalus carinatus Förster, 1841
- Pteromalus caudiger (Graham, 1969)
- Pteromalus cerealellae (Ashmead, 1902)
- Pteromalus cerinopus Förster, 1841
- Pteromalus chalybaeus Nees, 1834
- Pteromalus chlorogaster (Thomson, 1878)
- Pteromalus chlorospilus (Walker, 1834)
- Pteromalus chrysis Förster, 1841
- Pteromalus chrysos Walker, 1836
- Pteromalus ciliatus Walker, 1795
- Pteromalus cioni (Thomson, 1878)
- Pteromalus cionobius (Erdös, 1953)
- Pteromalus clavipes Förster, 1841
- Pteromalus coerulescens Ratzeburg, 1852
- Pteromalus coeruleus Förster, 1841
- Pteromalus colosseus Förster, 1841
- Pteromalus compactus Förster, 1841
- Pteromalus compos Förster, 1841
- Pteromalus concinnus Förster, 1841
- Pteromalus conformis (Graham, 1969)
- Pteromalus conoideus Ratzeburg, 1848
- Pteromalus conopidarum (Bouček, 1961)
- Pteromalus costulata Gijswijt, 1999
- Pteromalus crassicornis Zetterstedt, 1838
- Pteromalus crassinervis (Thomson, 1878)
- Pteromalus crassus Förster, 1841
- Pteromalus cryptocephali Ratzeburg, 1852
- Pteromalus cubocephalus Förster, 1841
- Pteromalus cupreus Nees, 1834
- Pteromalus curculionoides (Bouché, 1834)
- Pteromalus cylindraceus Förster, 1841
- Pteromalus dahlbomi Ratzeburg, 1844
- Pteromalus dalmanni Förster, 1841
- Pteromalus decipiens (Graham, 1969)
- Pteromalus depressus Förster, 1841
- Pteromalus devorator Förster, 1841
- Pteromalus diadema Ratzeburg, 1852
- Pteromalus diatatus Schmidt, 1851
- Pteromalus difficilis Förster, 1841
- Pteromalus dimiduis Dalla Torre, 1898
- Pteromalus diminuator Förster, 1841
- Pteromalus dirutor Förster, 1841
- Pteromalus discors Graham, 1992
- Pteromalus discrepans Förster, 1861
- Pteromalus dispar (Curtis, 1827)
- Pteromalus distinguendus (Masi, 1908)
- Pteromalus divitissimus Dalla Torre, 1898
- Pteromalus dolichurus (Thomson, 1878)
- Pteromalus ecarinatus Förster, 1841
- Pteromalus egregius Förster, 1841
- Pteromalus elatus Förster, 1841
- Pteromalus elevatus (Walker, 1834)
- Pteromalus ellisorum Gijswijt, 1984
- Pteromalus elongatus Ratzeburg, 1852
- Pteromalus elpinice Walker, 1839
- Pteromalus eminens Förster, 1841
- Pteromalus epimelas Walker, 1836
- Pteromalus esuriens Förster, 1841
- Pteromalus euurae Askew, 1995
- Pteromalus exiguus Förster, 1841
- Pteromalus exoletus Förster, 1841
- Pteromalus exsertus Förster, 1841
- Pteromalus extensus Förster, 1841
- Pteromalus fabia Walker, 1839
- Pteromalus facilis Förster, 1841
- Pteromalus fagi Ratzeburg, 1852
- Pteromalus fasciatus (Thomson, 1878)
- Pteromalus faunigena Förster, 1841
- Pteromalus felginas Walker, 1842
- Pteromalus fenomenalis (Domenichini, 1958)
- Pteromalus ferox Förster, 1841
- Pteromalus fervidus Förster, 1841
- Pteromalus festivus Förster, 1841
- Pteromalus flavicornis (Girault & Dodd, 1915)
- Pteromalus flavipalpis Ratzeburg, 1844
- Pteromalus flaviscapus Rudow, 1886
- Pteromalus flaviventris Rudow, 1886
- Pteromalus foersteri Dalla Torre, 1898
- Pteromalus fugax Förster, 1841
- Pteromalus furtivus Förster, 1841
- Pteromalus fuscipennis (Walker, 1834)
- Pteromalus fuscopalpus Förster, 1841
- Pteromalus garibaldius (Girault, 1938)
- Pteromalus genuinus Förster, 1841
- Pteromalus glabriculus (Thomson, 1878)
- Pteromalus gnavis Förster, 1841
- Pteromalus gracillimus Dalla Torre, 1898
- Pteromalus gratiosus Förster, 1841
- Pteromalus guttula Ratzeburg, 1852
- Pteromalus habilis Förster, 1841
- Pteromalus hedymeles Walker, 1839
- Pteromalus helenomus (Graham, 1969)
- Pteromalus herbaceus Förster, 1841
- Pteromalus hercyniae Ratzeburg, 1844
- Pteromalus hesus Walker, 1839
- Pteromalus hieracii (Thomson, 1878)
- Pteromalus holmgrenii Dalla Torre, 1898
- Pteromalus honestus Förster, 1841
- Pteromalus hyalopterus Dalla Torre, 1898
- Pteromalus hypocyaneus Förster, 1841
- Pteromalus hyponomeutae (Masi, 1909)
- Pteromalus ignobilis Förster, 1861
- Pteromalus illustratus Förster, 1841
- Pteromalus immundus Förster, 1841
- Pteromalus impeditus Walker, 1835
- Pteromalus impressifrons Förster, 1841
- Pteromalus inanis Förster, 1841
- Pteromalus incertus Förster, 1841
- Pteromalus inclytus Förster, 1841
- Pteromalus inconspicuus Förster, 1841
- Pteromalus inermis Förster, 1841
- Pteromalus infelix Dalla Torre, 1898
- Pteromalus infestus Förster, 1841
- Pteromalus infinitus Förster, 1841
- Pteromalus inquilinus Förster, 1841
- Pteromalus insignis Förster, 1841
- Pteromalus integer Walker, 1872
- Pteromalus intermedius (Walker, 1834)
- Pteromalus isarchus Walker, 1839
- Pteromalus janssoni (Graham, 1969)
- Pteromalus jejunus Förster, 1841
- Pteromalus lactucae (Szelényi & Erdös, 1953)
- Pteromalus laetus Förster, 1841
- Pteromalus laevis Förster, 1841
- Pteromalus laricinellae Ratzeburg, 1848
- Pteromalus larymna Walker, 1848
- Pteromalus larzacensis Graham, 1984
- Pteromalus latreillei Ratzeburg, 1848
- Pteromalus lazulinus Förster, 1841
- Pteromalus lepidotus Ratzeburg, 1852
- Pteromalus leptogaster Förster, 1841
- Pteromalus leptostictus Förster, 1841
- Pteromalus leucanthemi Janzon, 1980
- Pteromalus limbatus Förster, 1841
- Pteromalus lineolatus Dalla Torre, 1898
- Pteromalus lixi (Sarra, 1924)
- Pteromalus lugens Förster, 1841
- Pteromalus lutulentus Dalla Torre, 1898
- Pteromalus macrocerus Dalla Torre, 1898
- Pteromalus macronychivorus Perez, 1864
- Pteromalus maculiscapus Ratzeburg, 1844
- Pteromalus mandibulatus Dalla Torre, 1898
- Pteromalus mariae Dalla Torre, 1898
- Pteromalus maurus Förster, 1841
- Pteromalus mediocris Walker, 1835
- Pteromalus melancholicus Förster, 1841
- Pteromalus melanocerus Förster, 1841
- Pteromalus melanochlorus Förster, 1841
- Pteromalus metallifemur (Bukovskii, 1938)
- Pteromalus microgastris (Kurdjumov, 1912)
- Pteromalus microneurus Ratzeburg, 1844
- Pteromalus microps (Graham, 1969)
- Pteromalus micros Dalla Torre, 1898
- Pteromalus mixtus Förster, 1841
- Pteromalus mobilis Förster, 1841
- Pteromalus molestus Förster, 1841
- Pteromalus monochrous Förster, 1841
- Pteromalus moravicus Graham, 1984
- Pteromalus musaeus Walker, 1844
- Pteromalus mutia Walker, 1839
- Pteromalus myopitae (Graham, 1969)
- Pteromalus myopites De Stefani Perez, 1901
- Pteromalus nanulus Dalla Torre, 1898
- Pteromalus napaeus Förster, 1841
- Pteromalus naucus Förster, 1841
- Pteromalus navis Ratzeburg, 1848
- Pteromalus nebulosus Dalla Torre, 1898
- Pteromalus neesii Ratzeburg, 1844
- Pteromalus neglectus Förster, 1841
- Pteromalus niger (Fonscolombe, 1832)
- Pteromalus nigricans Förster, 1841
- Pteromalus niphe Walker, 1839
- Pteromalus nobilis Förster, 1841
- Pteromalus nodulosus Ratzeburg, 1848
- Pteromalus nuperus Förster, 1841
- Pteromalus obductus Förster, 1841
- Pteromalus obscurus (Thomson, 1878)
- Pteromalus obvolitans Förster, 1841
- Pteromalus ochrocerus (Thomson, 1878)
- Pteromalus opacus Förster, 1841
- Pteromalus opimus Förster, 1841
- Pteromalus ormenus Walker, 1839
- Pteromalus ornatus Förster, 1841
- Pteromalus ortalus Walker, 1839
- Pteromalus osmiae Hedqvist, 1979
- Pteromalus pachygaster Förster, 1841
- Pteromalus pachymerus Förster, 1841
- Pteromalus pallipes (Spinola, 1808)
- Pteromalus paludicola Bouček, 1972
- Pteromalus papaveris Förster, 1841
- Pteromalus parietinae (Graham, 1969)
- Pteromalus patro Walker, 1848
- Pteromalus pellucidiventris Ratzeburg, 1848
- Pteromalus pellucidus Förster, 1841
- Pteromalus picinus Förster, 1841
- Pteromalus pilosellae Janzon, 1984
- Pteromalus pilosellus Förster, 1841
- Pteromalus planiusculus Förster, 1841
- Pteromalus platyphilus Walker, 1874
- Pteromalus pogonochoeri Ratzeburg, 1844
- Pteromalus poisoensis Graham, 1983
- Pteromalus polychlori Ratzeburg, 1852
- Pteromalus polycyclus Förster, 1841
- Pteromalus pomacearum Ratzeburg, 1852
- Pteromalus pontaniae Askew, 1985
- Pteromalus praeceps Förster, 1841
- Pteromalus praelongus Förster, 1841
- Pteromalus praepes Förster, 1841
- Pteromalus praepotens Förster, 1841
- Pteromalus princeps Förster, 1841
- Pteromalus procerus Graham, 1969
- Pteromalus propinquus Förster, 1841
- Pteromalus provincialis Graham, 1984
- Pteromalus psyllus Förster, 1841
- Pteromalus pulcherrimus Förster, 1841
- Pteromalus pullus Förster, 1841
- Pteromalus punctum Förster, 1841
- Pteromalus pungens Förster, 1841
- Pteromalus puparum (Linnaeus, 1758)
- Pteromalus pusillus Förster, 1841
- Pteromalus pygmaeanae Ratzeburg, 1844
- Pteromalus pygmaeus Förster, 1841
- Pteromalus questionis Förster, 1841
- Pteromalus racemosi Ratzeburg, 1848
- Pteromalus ramulorum Ratzeburg, 1848
- Pteromalus rapax Förster, 1841
- Pteromalus ratzeburgii Dalla Torre, 1898
- Pteromalus regius Förster, 1841
- Pteromalus relevatus Förster, 1841
- Pteromalus rhinthon Walker, 1844
- Pteromalus rhombicus Förster, 1841
- Pteromalus rondanii Dalla Torre, 1898
- Pteromalus rudowii Dalla Torre, 1898
- Pteromalus ruficornis Rudow, 1886
- Pteromalus saltatorius Förster, 1841
- Pteromalus sapphireus Förster, 1841
- Pteromalus scandiae (Graham, 1969)
- Pteromalus semotus (Walker, 1834)
- Pteromalus sequester Walker, 1835
- Pteromalus serratae Graham, 1984
- Pteromalus similis Förster, 1841
- Pteromalus simplex Förster, 1841
- Pteromalus sincerus Förster, 1841
- Pteromalus singularis Förster, 1841
- Pteromalus smaragdinus Förster, 1841
- Pteromalus smaragdus Graham, 1969
- Pteromalus solidaginis Graham & Gijswijt, 1991
- Pteromalus solidus Förster, 1841
- Pteromalus sonchi Janzon, 1983
- Pteromalus sophax Walker, 1839
- Pteromalus sparsus Förster, 1841
- Pteromalus speculifer Graham, 1981
- Pteromalus sphaerogaster Förster, 1841
- Pteromalus sphegigaster De Stefani, 1886
- Pteromalus spilocerus Dalla Torre, 1898
- Pteromalus splendidus Förster, 1841
- Pteromalus spoliator Förster, 1861
- Pteromalus squamifer Thomson, 1878
- Pteromalus strobilobius Ratzeburg, 1852
- Pteromalus subaequalis Förster, 1841
- Pteromalus sublaevis Förster, 1841
- Pteromalus subpunctatus Förster, 1841
- Pteromalus subterraneus Förster, 1841
- Pteromalus suia Walker, 1848
- Pteromalus sulphuripes Förster, 1841
- Pteromalus sybarita Förster, 1841
- Pteromalus sylvarum Förster, 1841
- Pteromalus sylveni Hedqvist, 1979
- Pteromalus syntomus Ratzeburg, 1852
- Pteromalus syrphi Dalman, 1820
- Pteromalus temporalis (Graham, 1969)
- Pteromalus terebrans Förster, 1841
- Pteromalus tereus Walker, 1839
- Pteromalus tessellatus Ratzeburg, 1852
- Pteromalus tethys Gijswijt, 1999
- Pteromalus tibialis Nees, 1834
- Pteromalus tibiellus Zetterstedt, 1838
- Pteromalus tiburtus Walker, 1839
- Pteromalus timidus Dalla Torre, 1898
- Pteromalus tortricis (Schrank, 1781)
- Pteromalus tricollis Förster, 1841
- Pteromalus tripolii (Graham, 1969)
- Pteromalus troglodytes Dalla Torre, 1898
- Pteromalus unca Walker, 1839
- Pteromalus unicolor Förster, 1841
- Pteromalus vaginatus Förster, 1841
- Pteromalus vaginulae Ratzeburg, 1852
- Pteromalus vallatus Förster, 1841
- Pteromalus vallecula Ratzeburg, 1848
- Pteromalus varians (Spinola, 1808)
- Pteromalus variolosus Förster, 1841
- Pteromalus vectensis Cockerell, 1921
- Pteromalus velox Förster, 1841
- Pteromalus veneris Dalla Torre, 1898
- Pteromalus ventricosus Förster, 1841
- Pteromalus verticalis Förster, 1841
- Pteromalus vibulenus (Walker, 1839)
- Pteromalus vicarius Ratzeburg, 1852
- Pteromalus vicinus Förster, 1841
- Pteromalus villosae Gijswijt, 1999
- Pteromalus violarum Dalla Torre, 1898
- Pteromalus viridicans Förster, 1841
- Pteromalus vopiscus Walker, 1839
- Pteromalus vorax Förster, 1841

Selon NCBI (27 mai 2021) :
- Pteromalus albipennis Walker, 1835
- Pteromalus albipennis group sp. BIOUG25477-A12
- Pteromalus apum
- Pteromalus bedeguaris
- Pteromalus cardui
- Pteromalus cingulipes Walker, 1835
- Pteromalus dolichurus (Thomson, 1878)
- Pteromalus elatus
- Pteromalus elevatus (Walker, 1834)
- Pteromalus hieracii
- Pteromalus inclytus Forster, 1841
- Pteromalus intermedius (Walker, 1834)
- Pteromalus phycidis (Ashmead, 1898)
- Pteromalus pontaniae Askew, 1985
- Pteromalus puparum (Linnaeus, 1758)
- Pteromalus semotus (Walker, 1834)
- Pteromalus temporalis (Graham, 1969)
- Pteromalus venustus Walker, 1835

Selon Paleobiology Database (27 mai 2021) :
- Pteromalus abdominalis
- Pteromalus aerosus
- Pteromalus atomus
- Pteromalus atra
- Pteromalus clavicornis
- Pteromalus crassicapitatus
- Pteromalus defossus
- Pteromalus exanimis
- Pteromalus hirtipes
- Pteromalus latipennatus
- Pteromalus longicornis
- Pteromalus pulchellus
- Pteromalus pygmaeolus
- Pteromalus rectispinus
- Pteromalus rottensis
- Pteromalus vectensis
- Pteromalus venustus